# 17º Gruppo radar
Il 17º Gruppo radar dell'Aeronautica Militare (17º Gr.R.A.M., callsign: Cedrone) è stato un ente dell'Aeronautica Militare situato sul monte Scinauz, a nordest dell'abitato di Pontebba (UD), nel cuore delle Alpi Carniche, a poca distanza dal confine con l'Austria.
Il punto di riporto e controllo, che è stato concepito e ha operato negli anni più tesi della guerra fredda, si occupava del controllo dello spazio aereo dell'Europa centrale e orientale, con compiti di sorveglianza e controllo di eventuali minacce che provenissero dai Paesi aderenti al Patto di Varsavia. Esso era inquadrato nel programma nazionale di difesa aerea ed integrato con la più vasta rete radar NATO.
Esso dipendeva gerarchicamente dal 13º Gruppo radar di Concordia Sagittaria (VE) e da quest'ultimo Reparto proveniva, con un sistema di turni, il suo personale.
L'installazione è stata chiusa contestualmente allo scioglimento del Gruppo radar e versa oggi in stato di abbandono.

## Storia
Il 14 agosto 1969 un maggiore dell'aviazione ungherese, József Biro, defezionò il blocco orientale e fuggì durante un'esercitazione col suo MiG-15. Egli atterrò dopo un accanito inseguimento a Osoppo, nell'alto Friuli, su un'aviosuperficie in disuso dal 1945. Il pilota, che ignorava che la pista fosse troppo corta per un caccia a reazione, per poco non distrusse completamente il proprio velivolo.
L'esigenza di sorvegliare meglio le profonde valli ai confini orientali italiani portò dunque la Forza Armata al dispiegamento di una postazione radar presso il Monte Scinauz, sulla sommità di uno dei monti più elevati delle Alpi Carniche orientali, a 1.999 metri sul livello del mare.
Contestualmente, nel 1972 il Centro di riporto e controllo di Lame di Concordia Sagittaria fu interessato dai lavori per la trasformazione in sito NADGE (NATO Air Defence Ground Environment), un sistema che avrebbe reso possibile la comunicazione digitale tra impianti di monitoraggio a terra e aerei radar in volo.
Nel 1972 nacque così il 17º Gr.R.A.M. del Monte Scinauz, alle dipendenze del 13º Gr.R.A.M. di Lame. La stazione continuò a operare regolarmente per tutta la guerra fredda, fino al crollo dell'Unione Sovietica.
Nell'ambito di un ampio aggiornamento dei sistemi d'arma, delle procedure di servizio e di una ridistribuzione del personale delle Forze Armate, il 18 luglio 2001 il radar principale di Monte Scinauz – un AN/FPS-8 che è stato in servizio, pur riaggiornato nella versione AN/FPS-88, sin dal 1972 – fu spento, con la conseguente chiusura della sala operativa presso Portogruaro, nella base logistica del 13º Gruppo.

## Operatività
L'installazione era stata costruita su un punto montuoso talmente impervio che per raggiungerla esistevano tre modi, nessuno dei quali agevole:
- in elicottero, grazie a una piattaforma di atterraggio a fianco della base;
- a piedi, lungo sentieri usati nel corso dei decenni dai cacciatori alla base della montagna, attraversando dirupi impossibili da passare da settembre a giugno[3] ed estremamente pericolosi anche durante la bella stagione;
- per mezzo di quella che probabilmente era la funivia più alta d'Europa[4] fino alla sua demolizione nel 2009: essa era lunga 2861 metri e copriva un balzo complessivo di 1340, essendo sorretta da tre campate, la terza delle quali era lunga 1920 metri e si sospendeva 995 metri sopra il punto più basso della valle sottostante.[5][6]

La Base Operativa operava la testata radar e aveva a poca distanza alloggi e centrale di produzione elettrica, interamente operata con generatori a gasolio. La testa della funivia e gli alloggi sono stati collegati da un lungo camminamento coperto in legno, poi sostituito con un camminamento in acciaio, che era indispensabile per accedere alla base e alla testata durante le frequenti e abbondanti tempeste di neve.
La Base Logistica del 17º Gruppo (callsign: Orso) si trovava a Laglesie San Leopoldo, frazione a est di Pontebba, poco fuori dall'abitato, lungo la S.S. 13 Pontebbana. Qui si trovavano la base della funivia, il centro di tiro e i magazzini.
A regime, il Gruppo era composto da 14 persone:
- a monte la guarnigione era composta da 2 sottufficiali tecnici e 3 militari di leva, di cui almeno due appartenenti alla VAM;
- a valle si trovava il comandante – l'unico ufficiale, generalmente di grado non inferiore a maggiore – e almeno 4 militari di truppa (un capoposto, un ingressista, due piantoni);
- inoltre, a seconda delle esigenze si distribuivano sulle due strutture altri 4 avieri in servizio permanente.

Il sistema d'arma era un radar AN/FPS-88, una versione migliorata del AN/FPS-8 installato inizialmente. Tale radar, generalmente classificato di medio raggio, secondo alcune testimonianze sarebbe stato in grado di monitorare velivoli addirittura fino al Mar Baltico agli Urali grazie alla sua quota e alla mancanza di ostacoli naturali, e che dalla sala di controllo di Portogruaro sia stata registrata tutta l'ultima parte del volo di Mathias Rust del 13 maggio 1987, da Helsinki a Mosca, fino al suo atterraggio sulla Piazza Rossa.
Tali affermazioni sono totalmente inattendibili in quanto anche ammettendo una portata massima superiore alle 250 miglia nautiche propria del FPS 8 e 88, oltre quelle distanze la curvatura terrestre non permette alcuna visuale alle quote di volo non spaziale (0–30 km), tantomeno a bassa quota come nel caso di Rust.